# Musix GNU+Linux
Musix GNU+Linux è una distribuzione Linux in formato live CD/DVD per la famiglia di processori IA-32 basata su Debian. Contiene una raccolta di software per la produzione audio, la progettazione grafica, l'editing video e le applicazioni di uso generale. La distribuzione non è più mantenuta.
L'iniziatore e co-direttore del progetto era Marcos Germán Guglielmetti.
Musix GNU + Linux era una delle poche distribuzioni GNU/Linux riconosciute dalla Free Software Foundation come software libero.
Musix era sviluppato da una squadra proveniente dall'Argentina, Spagna, Messico e Brasile. La lingua principale utilizzata nella discussione e nella documentazione di sviluppo è lo spagnolo; tuttavia, Musix possiede una comunità di utenti che parlano spagnolo, portoghese e inglese.
Le versioni Musix 0.x e 1.0 Rx sono state rilasciate dal 2005 al 2008, con Musix 1.0 R6 l'ultima versione stabile su DVD e Musix 1.0 R2R5 l'ultima versione stabile su CD.
Il sistema Live-CD ha più di 1350 pacchetti-software e viene eseguito direttamente dal CD / DVD senza dover installare nulla sul PC. Può essere installato sul PC relativamente facile se desiderato in pochi minuti, proprio come Knoppix o Kanotix. Il Live-DVD 1.0 R3 test5 ha 2279 pacchetti-software.
Alcuni dei programmi includono: Rosegarden e Ardour, per i musicisti; Inkscape per la progettazione vettoriale; GIMP per la manipolazione delle immagini; Cinelerra per l'editing video e Blender per l'animazione 3D.
Il suo desktop è molto leggero (solo 18 MB di RAM con X.org), basato su IceWM / ROX-Filer e ha una caratteristica unica: più "pinboards" ordinati da applicazioni General Purpose, Help, Office, Root / Admin, MIDI, Internet, Grafica e Audio. I pinboards sono array di sfondi desktop e icone.
Una versione ridotta del desktop KDE viene installata per impostazione predefinita anche sulla versione Live-CD. Il Live-DVD ha una versione completa di KDE, che supporta diverse lingue.
La prima versione Alpha di Musix 2.0 è stata resa disponibile il 25 marzo 2009 tra due kernel Linux-Libre realizzati in tempo reale.
Il 17 maggio 2009 è stata resa disponibile la prima versione Beta di Musix 2.0.
La versione finale Musix GNU+Linux 2.0 su CD, DVD e USB è stata lanciata nel novembre 2009 da Daniel Vidal, Suso Comesaña, Carlos Sanchiavedraz, Joseangon e altri sviluppatori Musix. Questa versione è stata presentata al "Palau Firal de Congressos de Tarragona, España" di Suso Comesaña.
Una versione LINUX molto simile è stata sviluppata da un insegnante di musica brasiliana Gilberto André Borges ed è chiamata "Adriane" o "MusixBr". Questa versione non è una fork ma è derivata da Knoppix 6.1 Adriane.